# Альтенкірхен (Мекленбург-Передня Померанія)
Альтенкірхен (нім. Altenkirchen) — громада в Німеччині, розташована в землі Мекленбург-Передня Померанія. Входить до складу району Передня Померанія-Рюген. Складова частина об'єднання громад Норд-Рюген.
Площа — 22,42 км2. Населення становить 901 ос. (станом на 31 грудня 2020).